# Liste des pays ayant l'arabe pour langue officielle
 (août 2022).
Si vous disposez d'ouvrages ou d'articles de référence ou si vous connaissez des sites web de qualité traitant du thème abordé ici, merci de compléter l'article en donnant les références utiles à sa vérifiabilité et en les liant à la section « Notes et références ».

Pays ayant l'arabe comme langue officielle :
arabe seule langue officielle
arabe seule langue officielle, avec une minorité d'arabophones natifs
arabe langue co-officielle avec une majorité d'arabophones natifs
arabe langue co-officielle en raison d'une minorité arabophone importante, ou pour des raisons historiques ou culturelles

L'arabe est la langue officielle (seule ou avec d'autres) dans vingt-cinq États, à savoir dans les vingt-deux États membres de plein droit de la Ligue arabe, ainsi qu'en Érythrée (membre observateur de la Ligue arabe), au Tchad, mais également au Somaliland, reconnus par certains États.
Par ailleurs, la langue officielle de Malte, le maltais, est une langue dérivée de l'arabe (dialecte tunisien).
La population totale des 24 pays ayant l'arabe pour langue officielle est de 437 millions d'habitants en 2017 (7 millions d'habitants de plus qu'en 2016, soit + 1,5 % par rapport à 2016), ce qui représente le 6e espace linguistique au monde après ceux de l'anglais, du chinois, du hindi, du français et de l'espagnol, et devant celui du portugais.

## Liste
La liste ci-dessous indique les États ayant l'arabe standard moderne comme langue officielle (en diglossie avec l'arabe dialectal, utilisé comme langue vernaculaire non officielle). Ils sont classés par ordre décroissant de population.
| No    | Pays                | Région             | Autres langues officielles | Autres langues                  | Population (est. 2017) |
| ----- | ------------------- | ------------------ | -------------------------- | ------------------------------- | ---------------------- |
| 1     | Égypte              | Afrique du Nord    |                            | Langues en Égypte               | 95 215 000             |
| 2     | Soudan              | Afrique du Nord    | anglais                    | Langues au Soudan               | 42 166 000             |
| 3     | Algérie             | Afrique du Nord    | amazight                   | Langues en Algérie              | 42 064 000             |
| 4     | Irak                | Moyen-Orient       | kurde                      | Langues en Irak                 | 38 654 000             |
| 5     | Maroc               | Afrique du Nord    | amazigh                    | Langues au Maroc                | 35 241 000             |
| 6     | Arabie saoudite     | Moyen-Orient       |                            | Langues en Arabie saoudite      | 32 743 000             |
| 7     | Yémen               | Moyen-Orient       |                            | Langues au Yémen                | 28 120 000             |
| 8     | Syrie               | Moyen-Orient       |                            | Langues en Syrie                | 18 907 000             |
| 9     | Tchad               | Afrique centrale   | français                   | Langues au Tchad                | 14 965 000             |
| 10    | Tunisie             | Afrique du Nord    |                            | Langues en Tunisie              | 11 495 000             |
| 11    | Somalie             | Afrique de l'Est   | somali                     | Langues en Somalie              | 11 392 000             |
| 12    | Émirats arabes unis | Moyen-Orient       |                            | Langues aux Émirats arabes unis | 9 398 000              |
| 13    | Jordanie            | Moyen-Orient       |                            | Langues en Jordanie             | 7 877 000              |
| 14    | Libye               | Afrique du Nord    |                            | Langues en Libye                | 6 409 000              |
| 15    | Liban               | Moyen-Orient       |                            | Langues au Liban                | 6 039 000              |
| 16    | Érythrée            | Afrique de l'Est   | tigrigna et anglais        | Langues en Érythrée             | 5 482 000              |
| 17    | Palestine           | Moyen-Orient       |                            |                                 | 4 928 000              |
| 18    | Oman                | Moyen-Orient       |                            | Langues à Oman                  | 4 741 000              |
| 19    | Mauritanie          | Afrique de l'Ouest |                            | Langues en Mauritanie           | 4 266 000              |
| 20    | Koweït              | Moyen-Orient       |                            | Langues au Koweït               | 4 100 000              |
| 21    | Qatar               | Moyen-Orient       |                            | Langues au Qatar                | 2 338 000              |
| 22    | Bahreïn             | Moyen-Orient       |                            | Langues à Bahreïn               | 1 419 000              |
| 23    | Djibouti            | Afrique de l'Est   | français                   | Langues à Djibouti              | 911 000                |
| 24    | Comores             | Afrique de l'Est   | comorien et français       | Langues aux Comores             | 826 000                |
| Total | Total               | Total              | Total                      | Total                           | 428 696 000            |

Ces entités ne sont pas reconnues comme des États indépendants par la communauté internationale :
- République arabe sahraouie démocratique (avec l'espagnol)
- Somaliland[3] (avec le somali et l'anglais)